# 더 시티7
더 시티7(The City7)은 경상남도 창원시 성산구에 위치한 복합단지로, 지상 43층, 171.2m의 높이로, 2015년까지 창원에서 높았으며(지금은 마산양덕동 메트로시티2단지 207동이 55층으로 경상남도에서 매우 높다) 공공적인 기능을 갖춘 건축물이라는 점에서 창원시의 랜드마크로도 꼽히는 건축물이다. 시티7으로도 불리며, 시공은 주식회사 도시와사람이 담당하였다. 창원컨벤션센터를 포함하여 총 7개의 대단지 시설로 구성되어 있는 것이 특징으로 2008년 6월 12일에 그랜드 오픈하였다. 창원컨벤션센터 연계사업의 일환으로 건설되었으며, 연 면적 43만m2(13만평)에 오피스텔, 쇼핑몰, 특1급호텔, 트레이드센터, 교육문화센터 등의 시설이 들어서 있다.
일본의 대표적인 복합단지인 도쿄 롯폰기 힐스와 후쿠오카의 캐널시티 설계를 벤치마킹하였으며, 실제 설계 또한 이 두 단지를 설계한 미국의 저디 파트너스가 담당하였다.
2021년 7월 1일「창원시 구 및 읍·면·동 명칭과 구역획정에 관한 조례」 일부개정에 따라, 대원동 등이 의창구에서 성산구로 편입되어 성산구로 주소가 변경 되었다.

## 주요 시설

### 오피스텔
시티세븐자이 브랜드로 연면적 246,200m2의 4개동이 자리잡고 있다. 43층 2개동, 32층 2개동이며 총 1,060실이다. 지난 2006년 아파트 분양 당시 평균경쟁률이 38대 1을 기록하며 큰 화제를 불러 일으켰다. 창원의 랜드마크 타워로 시각적 상징효과와 최첨단 복합단지의 위상을 대변한다.

### 시티7몰
연면적 97,020m2, 지하 3층~지상 5층 규모의 오픈 스트리트몰이다. 3개의 원뿔 형태의 쇼핑몰로 독특한 건축디자인을 자랑한다. 일본 롯폰기힐즈, 캐널시티 등을 설계한 미국의 저디파트너십사가 디자인했다. 롯데마트, CGV, 한섬, 구호, 커피빈, 스타벅스, 한국도자기, 까사미아 등 총 190여개의 브랜드를 만날 수 있다.

### 시티7 풀만 앰배서더 호텔
흔히 '풀만 호텔'이라고도 부르며, 프랑스 아코르그룹(Accor)의 고급 호텔 브랜드인 풀만(Pullman)을 도입한 호텔로 거제시의 '삼성중공업 거제호텔'과 더불어 경상남도의 유이한 특1급호텔이다. 연면적은 40,646m2이며 18층에 321객실을 보유하고 있다. 사진작가 김중만 작가의 작품 338점이 객실과 로비에 전시되어 있으며 각 층별로 객실 디자인이 다르다. 드라마 꽃보다남자, 스타일, 수상한삼형제 등이 이 곳에서 촬영했다. 피트니스클럽, 웨딩홀, 연회장, 뷔페홀 등의 부대시설이 있다.

### 블루닷엠
시티세븐 102동 43층에 위치한, 연면적 924m2, 높이 159m에 위치한 국내 최대 규모의 화랑이며, 서울 63빌딩의 스카이아트갤러리(260m)에 이어 국내에서 두 번째로 높은 곳에 위치한 상업 갤러리이다. 더 시티7몰 1층에서 43층에 위치한 블루닷엠 사이를 운행하는 직통 엘리베이터가 설치되어 있다.

### 창원컨벤션센터
창원컨벤션센터(Changwon Exhibition Convention Center, 약칭 CECO)는 2005년 9월 9일에 가장 먼저 완공되어 개장하였다. 때문에, 다른 더 시티7의 부속 시설들과 보행자 통로를 통해 직접 연계되어 있는 것이 특징이다. 그리고 경남에서 열리는 박람회,회의 등이 대부분 여기서 개최된다
2008년 제10차 람사르 총회를 개최 한 전력이 있으며, 이에 맞춰 2005년 개최지 발표 시점 이후 기존 3층 주차장 부지에 컨벤션홀을 추가로 개축하여 2008년에 리뉴얼되었다.